# Избори за Представнички дом Парламентарне скупштине Босне и Херцеговине 1996. (Република Српска)
Избори за Представнички дом Парламентарне скупштине БиХ у Републици Српској 1996. одржани су 14. септембра као дио општих избора у БиХ. Број важећих гласова био је 1.061.979, а неважећих 53.859.